# Renenti Corona
La Renenti Corona è una struttura geologica della superficie di Venere.